# Clupisoma montana
Clupisoma montana är en fiskart som beskrevs av Hora, 1937. Clupisoma montana ingår i släktet Clupisoma och familjen Schilbeidae. IUCN kategoriserar arten globalt som livskraftig. Inga underarter finns listade i Catalogue of Life.